# TinyMCE
TinyMCE (Tiny Moxiecode Content Editor) ist ein auf JavaScript basierter freier WYSIWYG-Editor für Webanwendungen. TinyMCE wurde erstmals am 11. März 2004 in der Version 1.0 unter der LGPL veröffentlicht. Mit den Versionen 6.x stand der Editor unter der MIT-Lizenz zur Verfügung. Ab Version 7 ist TinyMCE unter GNU General Public License verfügbar.
Mit Hilfe von TinyMCE ist es möglich, ohne HTML-Kenntnisse Seiten und Beiträge zu verfassen. Hierbei wird die Eingabe durch den Benutzer in einer Textbox von JavaScript in Echtzeit in HTML-Code umgesetzt und als Vorschau ausgegeben. Die Bedienung orientiert sich stark an Microsoft Word.
TinyMCE ist in einigen Content-Management-Systemen als Editor integriert bzw. als Erweiterung installierbar, wie z. B. in Contao, Joomla, WordPress und Plone.

## Voraussetzungen
Für die Benutzung von TinyMCE wird clientseitig ein JavaScript-fähiger Browser benötigt. Serverseitig hat TinyMCE, sofern keine Plugins benötigt werden, keine besonderen Anforderungen.
Die von Moxiecode zur Verfügung gestellten Erweiterungen (z. B. PHP Spellchecker, MCImageManager und MCFileManager) benötigen serverseitig allerdings entsprechende Skriptsprachen.

## Funktionsumfang
Je nach Konfiguration und Plugins kann TinyMCE Texte formatieren, Bilder einbinden oder ganze Tabellen erstellen.
Der Funktionsumfang kann individuell konfiguriert werden, da es möglich ist, Funktionen einzeln zu aktivieren.